# Глизе 436
Глизе 436 (Gliese 436) — одиночная звезда в созвездии Льва. Находится на расстоянии около 33 световых лет от Солнца.

## Характеристики
Глизе 436 — это красный карлик спектрального класса M2,5. Масса звезды составляет 0,452 массы Солнца, радиус — 0,464 радиуса Солнца, светимость — 0,02 светимости Солнца. Возраст звезды оценивается в 7,41—11,05 млрд лет.

## Планетная система
Экзопланета Глизе 436 b была обнаружена путём измерения радиальной скорости материнской звезды в 2004 году. По массовым показателям, планета схожа с Нептуном, но может являться как газовым гигантом, так и так называемой сверхземлёй (экзопланетой с твёрдой поверхностью, но по размерам значительно превосходящей Землю). Её масса в 22 раза превышает массу Земли, период обращения вокруг материнской звезды — 2,6 земных дня.
В 2012 году было объявлено об открытии в этой системе телескопом «Спитцер» второго кандидата в планеты — UCF-1.01 (или Gliese 436 c, если его подтвердят), размером меньше Земли. Её радиус — около 4200 километров. Увы, ввиду необычайной близости планеты к своей звезде её поверхность должна быть раскалена до высоких температур, а атмосфера — сдута звёздным ветром.
Также были обнаружены два транзита третьего кандидата — UCF-1.02, схожего с предыдущим по размерам, однако находящегося на более широкой орбите. Период обращения планеты не определён, однако и эта планета тоже наверняка расположена слишком близко к своей звезде.

## Ближайшее окружение звезды
Следующие звёздные системы находятся на расстоянии в пределах 10 световых лет от Глизе 436:
| Звезда               | Спектральный класс | Расстояние, св. лет |
| 67 Большой Медведицы | G8 Ve              | 4,8                 |
| WD 1126+185 A        | DC8 VII            | 6,8                 |
| Грумбридж 1830       | G VIp              | 7,1                 |
| BD+36 2219 AB        | M1 Ve / ?          | 7,2                 |
| BD+31 2240 AB        | K8 V / M2 V        | 7,4                 |
| BD+22 2302           | K-M2 Ve            | 7,8                 |
| Денебола             | A3 V               | 7,9                 |
| GJ 1138              | M V                | 8,6                 |
| G 119-62             | M4 V               | 9,0                 |
| Росс 119             | M0-3,5 V           | 9,9                 |